# Marija Borozan
Marija Borozan (1982.) je hrvatska rukometašica. Igra na mjestu vratarke. Igrala je za hrvatsku juniorsku reprezentaciju.
Igrala je za Kaltenberg i Brodosplit Inženjering.